# Amanecí contigo
Amanecí contigo es el primer LP de salsa del cantante venezolano Hildemaro, editado en 1988. 
 Esto lo impulsa hacia el mercado internacional, teniendo  gran aceptación, tanto en Venezuela como en el exterior. Perú es su primer punto, así como Estados Unidos donde la competencia es bastante fuerte. Hildemaro ambiciona ser conocido artísticamente en el mundo entero y con esa meta trabaja arduamente, siempre renovando su repertorio.

## Lista de temas

### Disco de vinilo/casete
| Lado A |                   |                               |          |  |
| N.º    | Título            | Escritor(es)                  | Duración |  |
| 1.     | «Hola»            | (Carlos Colla/Eduardo Loges   | 3:46     |  |
| 2.     | «Amanecí contigo» | (Adrián Celi)                 | 4:10     |  |
| 3.     | «Cuando no estás» | (Mauricio Duboc/Carlos Colla) | 3:50     |  |
| 4.     | «Quiero vivir»    | (Rubén Enrique Ortiz)         | 3:49     |  |

| Lado B |                                |                                  |          |  |
| N.º    | Título                         | Escritor(es)                     | Duración |  |
| 1.     | «La primera vez»               | (José Luis Perales)              | 3:40     |  |
| 2.     | «Negra»                        | (Jorge Pérez)                    | 3:42     |  |
| 3.     | «Desde el fondo de mi corazón» | (Roberto Carlos/Erasmo Carlos)   | 4:00     |  |
| 4.     | «Espérate»                     | (Manuel Alejandro/Ana Magdalena) | 4:16     |  |